# 齊皮坎河
齊皮坎河是俄羅斯的河流，屬於齊帕河的右支流，由布里亞特共和國負責管轄，河道全長329公里，流域面積6,710平方公里，河水主要來自雨水和融雪，每年十月至翌年五月結冰。